# Šarbel Machlúf
Svatý Šarbel Machlúf nebo Makhlūf, arabsky مار شربل, vlastním jménem Jusef Makhlúf (8. května 1828 – 24. prosince 1898) je jeden z nejznámějších katolických svatých na Blízkém východě, kněz, asketa, mystik.

## Životopis

### Dětství
Narodil se jako páté dítě nemajetných rodičů Antuna a Brigidy Makhlúfových katolíků maronitského ritu. Rodina žila v malé horské vesnici Bekaa Kafra 140 km severně od Bejrútu. Když byly Josefovi tři roky, zemřel mu otec. Matka se znovu vdala a její muž se později stal knězem.

### Řeholníkem
Ve čtrnácti letech Josef pocítil první náznaky řeholního povolání. V roce 1851 se rozhodl vstoupit do kláštera v Majfúku. Zde prožil rok svého noviciátu. Ve druhém roce přešel do kláštera v Annayi, kde 1. listopadu 1853 složil první sliby a přijal jméno Šarbel. Dokončil svá teologická studia a 23. června 1859 byl vysvěcen na kněze.

### Odchod do samoty
15. února 1875, po mnoha letech v klášteře v Annaya, otec Šarbel obdržel povolení k odchodu do malé a odlehlé poustevny svatých Petra a Pavla. Nacházela se ve výšce 1350 metrů nad mořem. Tam se spojil s Kristem modlitbami, manuální prací, přísným sebeovládáním a postem. Šarbelova cela měla jen 6 m². Pod hábitem stále nosil žíněnou košili, spal jen několik hodin denně a jedl pouze jednou za den.

### Smrt v kapli
Otec Šarbel zemřel na Štědrý den roku 1898 během adorace před Nejsvětější Svátostí. Jeho spolubratři ho našli na podlaze kaple. Když umývali tělo, objevilo se velké světlo ze svatostánku. Mniši to považovali za viditelné znamení nebe. Venku silně sněžilo, vál ostrý vítr. Všechny cesty k poustevně byly zaváté a tak nikdo nemohl informovat vesničany o světcově smrti. Přesně ten den lidé v okolí poznali, že otec Šarbel byl povolán do nebe. Mladí muži se vydali s lopatami odházet sníh, aby se dostali do poustevny a donesli tělo do kláštera Annay.
Neporušené tělo zesnulého bylo uloženo v klášteře sv. Marona v Annaya. Bylo podrobeno lékařským testům a potvrdilo se, že tkáně nejeví žádné známky rozkladu. Tělo vydávalo zvláštní vůni a uvolňovalo načervenalou tekutinu neznámého původu.

### Portrét
Od chvíle, kdy svatý Šarbel vstoupil do kláštera, si ho nikdo nevyfotografoval. Dne 8. května 1950, v den poustevníkových narozenin, přišli čtyři maronitští misionáři na pouť k jeho hrobu. Otec George Webby, maronitský kněz ze Scrantonu, který navštívil Libanon, vyfotografoval čtyři mnichy a strážce ve službě před zdí kláštera, v němž svatý Šarbel žil. Po vyvolání snímku spatřil vedle misionářů stát postavu tajemného mnicha s bílým plnovousem. Odborníci vyloučili, že by šlo o trikovou fotografii. Nejstarší mniši, kteří otce Šarbela znali, v něm poznali samotného světce, přesně tak, jak vypadal v posledních letech svého života. Všechny pozdější portréty světce vycházely z této fotografie, včetně těch, které byly vystaveny na Svatopetrském náměstí při jeho blahořečení a kanonizaci.

## Svatořečení
Otec Šarbel Makhlúf byl papežem sv. Pavlem VI. prohlášen za blahoslaveného dne 5. prosince 1965. Svatořečen byl týmž papežem 9. října 1977. Světcův hrob v maronitském klášteře v Annaya se stal poutním místem. Mnozí z poutníků, mezi nimiž jsou i muslimové, byli zázračně uzdraveni na těle i na duchu.

## Zázraky
Z mnoha zázraků spojených s Šarbelem církev vybrala dva z nich pro prohlášení za blahoslaveného a třetí pro jeho kanonizaci. Těmito zázraky jsou:
- uzdravení řeholní sestry Marie Abel Kamariové od Nejsvětějších Srdcí
- uzdravení Iskandara Naima Obeida z Baabdatu
- uzdravení Mariam Awadové z Hammany

Od Šarbelovy smrti je mu připisováno velké množství dalších zázraků. Nejznámější z nich je případ Nohad El Shami, v době zázraku 55leté ženy, která byla uzdravena z částečného ochrnutí. Vypráví, že v noci 22. ledna 1993 viděla ve snu dva maronitské mnichy, kteří stáli vedle její postele. Jeden z nich jí položil ruce na krk a operoval ji, čímž ji zbavil bolesti, zatímco druhý jí za zády držel polštář. Když se probudila, zjistila, že má na krku dvě rány, na každé straně jednu. Byla zcela uzdravená a vrátila se jí schopnost chodit. Věřila, že to byl svatý Šarbel, kdo ji uzdravil, ale druhého mnicha nepoznala. Příští noc se jí ve snu opět zjevil svatý Šarbel. Řekl jí: "Provedl jsem operaci, aby lidé viděli a vrátili se k víře. Žádám tě, abys 22. dne v měsíci navštěvovala poustevnu a po zbytek života se pravidelně účastnila mše svaté." Lidé se nyní shromažďují každého 22. dne v měsíci, aby se modlili a slavili mši v poustevně svatého Šarbela v Annayi..
V roce 1994 se libanonský maronitský katolík Raymond Nader modlil v poustevně v Annayi, když měl mystický zážitek. "Ocitl jsem se v jiném světě... Viděl jsem zvláštní a úžasné Světlo, které se nepodobalo žádnému světlu, které jsem kdy viděl; bylo to moře světla, které se táhlo od jednoho konce vesmíru až na druhý. Chtěl jsem, aby to Světlo zůstalo natrvalo." Po skončení tohoto prožitku Nader odcházel, když v blízkosti sochy svatého Šarbela pocítil horko a svědění v ruce. Když si v autě vyhrnul rukáv, uviděl otisk pěti prstů. "Byly vyryté jako ruka na mé paži a obklopené rudým odleskem, jako by byly otisknuté ohněm. Ale necítil jsem nic než teplo." 
Dr. Nabil Hokayem, bejrútský plastický chirurg, znamení vyšetřil a usoudil, že se jedná o popáleninu třetího stupně, ačkoli Naderovi nezpůsobovala bolest. Znamení opakovaně vybledlo a vrátilo se.
Inspirován svým zážitkem založil Nader v roce 1995 modlitební skupinu nazvanou Rodina svatého Šarbela. Jejím posláním je "přispívat k evangelizačnímu poslání katolické církve prožíváním spirituality svatého Šarbela ve světě." Nader uvedl, že se mu svatý Charbel zjevil mnohokrát a bylo zveřejněno 16 poselství, která mu světec adresoval.

## Modlitba
Modlitba k svatému Šarbelovi
Svatý otče Šarbele, který ses zřekl všech příjemností světa, žil jsi pokorně v samotě poustevny a nyní přebýváš v nebeské slávě, oroduj za nás. Rozjasni naši mysl i srdce, utvrď naši víru a posilni vůli, rozněť v nás lásku k bližním, pomáhej nám volit dobro a vyhýbat se zlu, chraň nás před nepřáteli viditelnými i neviditelnými a pomáhej nám v našem každodenním životě. Na tvoji přímluvu obdrželo mnoho lidí dar uzdravení duše i těla a vyřešení problémů v situacích lidsky bezvýchodných. Shlédni na nás milostivě a bude-li to ve shodě s Boží vůlí, vypros nám u Boha milost, o kterou pokorně prosíme. Především však nám pomáhej jít každodenně cestou svatosti do života věčného. Amen.

## Citáty
- "Otče pravdy, Tvůj Syn je smírnou obětí. Jeho krev vylévá se za mě, přijmi moji oběť."